# Grammitis torricelliana
Grammitis torricelliana là một loài dương xỉ trong họ Polypodiaceae. Loài này được Brause Parris mô tả khoa học đầu tiên năm 1981.